# إلفيس أبروتشاتو
إلفيس أبروتشاتو (بالإيطالية: Elvis Abbruscato)‏ (مواليد 14 أبريل 1981 في ريدجو إميليا - إيطاليا) لاعب كرة قدم إيطالي يلعب حاليا لصالح نادي الدرجة الأولى كييفو فيرونا الإيطالي منذ 2009 في مركز المهاجم .

## روابط خارجية
- إلفيس أبروتشاتو على موقع إي إس بي إن إف سي (الإنجليزية)
- إلفيس أبروتشاتو على موقع قاعدة بيانات كرة القدم.إي يو (الإنجليزية)
- إلفيس أبروتشاتو على موقع Soccerway.com (الإنجليزية)
- إلفيس أبروتشاتو على موقع كووورة
- إلفيس أبروتشاتو على موقع AS.com (الإسبانية)